# Раздорский район
Раздорский район — административно-территориальная единица в составе Ростовской области РСФСР, существовавшая в 1935—1963 годах. Административный центр — станица Раздорская.

## История
Район был образован в 1935 году. На этот момент в Раздорском районе было 10 сельских советов, 27 колхозов, 2 МТС (Раздорская и Кундрюченская), 2 мельницы, 19 начальных и 3 неполных средних школ, 4 больницы, 4 амбулатории, 2 фельдшерских пункта, 5 библиотек, из них 2 детские.
Во время Великой Отечественной войны район был оккупирован немцами. За время фашистской оккупации хозяйству района нанесён ущерб в 110816,1 тыс. руб. Из 6000 голов крупного рогатого скота осталось 124, из 2700 лошадей — 13, свиньи, овцы и птица были уничтожены поголовно.
13 сентября 1937 года Раздорский район (с центром в станице Раздорская) вошёл в состав Ростовской области.
Указом Президиума Верховного Совета СССР от 6 января 1954 года из Ростовской области была выделена Каменская область (с центром в г. Каменск-Шахтинский). Территория Раздорского района вошла в состав Каменской области.
В соответствии с Указом Президиума Верховного Совета РСФСР от 19 ноября 1957 года Каменская область упраздняется. Раздорский район обратно входит в состав Ростовской области.
1 февраля 1963 года Раздорский район был упразднён. Его территория вошла в Константиновский (пгт Усть-Донецкий передан из Константиновского района в адм. подчинение Волгодонскому горсовету 5 апреля 1963 г.), а затем — в Усть-Донецкий район Ростовской области.